# Кубок Албанії з баскетболу серед жінок
Кубок Албанії з баскетболу серед жінок це змагання в якому беруть участь жіночі професійні баскетбольні клуби ї. Займання це займає друге по важливості місце, після Чемпіонату Албанії з баскетболу серед жінок. Кубок засновано у 1956 році, Албанською Баскетбольною Асоціацією. Найбільшу кількість кубків, 26, завоювала дружина Тирана.

## Переможці
| Сезон | Переможець           |
| ----- | -------------------- |
| 1956  | Puna e Tiranës       |
| 1957  | Тирана A             |
| 1960  | 17 Ненторі           |
| 1961  | 17 Ненторі           |
| 1962  | 17 Ненторі           |
| 1963  | Влазнія (Шкодер)     |
| 1965  | 17 Ненторі           |
| 1966  | 17 Ненторі           |
| 1967  | 17 Ненторі           |
| 1968  | 17 Nëntori           |
| 1969  | 17 Ненторі (*)       |
| 1970  | 17 Ненторі           |
| 1971  | 17 Ненторі           |
| 1972  | 17 Ненторі           |
| 1973  | B.C. Аполонія        |
| 1974  | Ельбасані            |
| 1975  | B.C. Аполонія        |
| 1976  | BC Локомотіва Дуррес |
| 1977  | 17 Ненторі           |
| 1978  | 17 Ненторі           |
| 1979  | Фламутарі Влора      |
| 1980  | 17 Ненторі           |
| 1981  | Скендербеу           |
| 1982  | Скендербеу           |
| 1983  | Скендербеу           |
| 1984  | Фламутарі Влора      |
| 1985  | 17 Ненторі           |
| 1986  | Фламутарі Влора      |
| 1987  | 17 Ненторі           |
| 1988  | Фламутарі Влора      |
| 1989  | Vllaznia Shkodër     |
| 1990  | 17 Ненторі           |
| 1991  | Фламутарі Влора      |
| 1992  | Скендербеу           |
| 1993  | Ельбасані            |
| 1994  | Тирана (**)          |
| 1995  | Фламутарі Влора      |
| 1996  | Тирана               |
| 1997  | Фламутарі Влора      |
| 1998  | Тирана               |
| 1999  | Скендербеу           |
| 2000  | Скендербеу           |
| 2001  | Фламутарі Влора      |
| 2002  | Люфтерарі            |
| 2003  | Люфтерарі            |
| 2004  | Фламутарі Влора      |
| 2005  | Фламутарі Влора (*)  |
| 2006  | Tirana               |
| 2007  | Фламутарі Влора      |
| 2008  | Фламутарі Влора      |
| 2009  | Фламутарі Влора      |
| 2010  | Фламутарі Влора      |
| 2011  | Фламутарі Влора      |
| 2012  | B.C. Аполонія        |
| 2013  | Тирана               |
| 2014  | Фламутарі Влора      |
| 2015  | B.C. Apolonia        |
| 2016  | Фламутарі Влора      |
| 2017  | Фламутарі Влора      |
| 2018  | Тирана               |
| 2019  | Тирана               |
| 2020  | Фламутарі Влора      |

## Загальна кількість перемог
PBC Тирана 26 раз
Фламутарі Влора 19 раз
Скендербеу 6 раз
B.C Аполонія 4 рази
Люфтерарі 2 рази
Влазнія (Шкодер) 2 рази
Ельбасані 2 рази
BC Теута Дуррас (жінки) 1 раз